# Manonichthys polynemus
Manonichthys polynemus är en fiskart som först beskrevs av Fowler, 1931.  Manonichthys polynemus ingår i släktet Manonichthys och familjen Pseudochromidae. Inga underarter finns listade i Catalogue of Life.